# Serie B 2013-2014 (hockey su pista)
La Serie B 2013-2014 è stato il torneo di terzo livello del campionato italiano di hockey su pista per la stagione 2013-2014. Esso è stato organizzato dalla Lega Nazionale Hockey su mandato della Federazione Italiana Hockey e Pattinaggio.
Al termine del campionato è stato promosso in Serie A2 l'UVP Modena.

## Prima fase

### Girone A

#### Squadre partecipanti
| Club                    | Città                     | Impianto                         | Stagione precedente                         |
| ----------------------- | ------------------------- | -------------------------------- | ------------------------------------------- |
| Bassano (B)             | Bassano del Grappa (VI)   | PalaSind                         | 4º in Serie B girone D                      |
| Bassano (C)             | Bassano del Grappa (VI)   | PalaSind                         | 8º in Serie B girone D                      |
| Breganze (B)            | Breganze (VI)             | PalaFerrarin                     | 12º in Serie B girone D                     |
| Fortitudo 2012 Trissino | Trissino (VI)             | Palasport di Trissino            | n.d.                                        |
| Montebello              | Montebello Vicentino (VI) | Palasport di Montebello          | 6º in Serie B girone D                      |
| Montecchio M.           | Montecchio Maggiore (VI)  | Palasport di Montecchio Maggiore | 2° in Serie B girone D, 7° alle final eight |
| Pordenone               | Pordenone                 | PalaMarrone                      | n.d.                                        |
| Real Breganze           | Breganze (VI)             | PalaFerrarin                     | 3° in Serie B girone D, 8° alle final eight |
| Roller Bassano (B)      | Bassano del Grappa (VI)   | PalaSind                         | 7º in Serie B girone D                      |
| Sandrigo (B)            | Sandrigo (VI)             | Palasport di Sandrigo            | 5° in Serie B girone D                      |
| Thiene (B)              | Thiene (VI)               | PalaCeccato                      | 9° in Serie B girone D                      |
| Trissino (B)            | Trissino (VI)             | Palasport di Trissino            | 10° in Serie B girone D                     |
| Valdagno (B)            | Valdagno (VI)             | PalaLido                         | 1º in Serie B girone D                      |
| Villach                 | Villaco (Austria)         | Ballspielhalle Lind              | 11º in Serie B girone D                     |

#### Classifica finale
|  | Pos. | Squadra                 | Pt | G  | V  | N | P  | GF  | GS  | DR  |
|  | ---- | ----------------------- | -- | -- | -- | - | -- | --- | --- | --- |
|  | 1.   | Real Breganze           | 61 | 26 | 20 | 1 | 5  | 166 | 97  | +69 |
|  | 2.   | Trissino (B)            | 60 | 26 | 19 | 3 | 4  | 166 | 111 | +55 |
|  | 3.   | Pordenone               | 59 | 26 | 19 | 2 | 5  | 133 | 70  | +63 |
|  | 4.   | Valdagno (B)            | 54 | 26 | 18 | 0 | 8  | 153 | 98  | +55 |
|  | 5.   | Bassano (B)             | 49 | 26 | 16 | 1 | 9  | 145 | 103 | +42 |
|  | 6.   | Sandrigo (B)            | 44 | 26 | 14 | 2 | 10 | 152 | 124 | +28 |
|  | 7.   | Roller Bassano (B)      | 49 | 26 | 16 | 1 | 9  | 145 | 103 | +42 |
|  | 8.   | Fortitudo 2012 Trissino | 37 | 26 | 10 | 7 | 9  | 127 | 116 | +11 |
|  | 9.   | Villach                 | 30 | 26 | 9  | 3 | 14 | 155 | 176 | -21 |
|  | 10.  | Bassano (C)             | 26 | 26 | 7  | 5 | 15 | 93  | 140 | -47 |
|  | 11.  | Breganze (B)            | 25 | 26 | 8  | 1 | 17 | 106 | 135 | -29 |
|  | 12.  | Montecchio M.           | 25 | 26 | 7  | 4 | 15 | 113 | 143 | -30 |
|  | 13.  | Montebello              | 14 | 26 | 4  | 2 | 20 | 96  | 187 | -91 |
|  | 14.  | Thiene (B)              | 9  | 26 | 3  | 0 | 23 | 71  | 160 | -89 |

Legenda:
  Qualificato alle final eight.
Note:
Tre punti a vittoria, uno per il pareggio, zero a sconfitta.
Il Trissino B rinuncia a partecipare alle Final Eight.
Il Valdagno 1938 B rinuncia a partecipare alle Final Eight.

### Girone B

#### Squadre partecipanti
| Club             | Città                | Impianto                       | Stagione precedente                         |
| ---------------- | -------------------- | ------------------------------ | ------------------------------------------- |
| Agrate Brianza   | Agrate Brianza (MB)  | Centro Sportivo Santa Caterina | 7° in Serie B girone A                      |
| Amatori Lodi (B) | Lodi                 | PalaCastellotti                | 3° in Serie B girone A, 5° alle final eight |
| Correggio (B)    | Correggio (RE)       | Palasport Dorando Pietri       | n.d.                                        |
| HRC Monza        | Monza                | PalaRovagnati di Biassono (MB) | n.d.                                        |
| La Mela          | Montale Rangone (MO) | Palaroller                     | 1° in Serie B girone A, 4° alle final eight |
| Pesaro           | Pesaro               | PalaCampanara                  | 8° in Serie B girone A                      |
| Roller Lodi      | Lodi                 | PalaCastellotti                | 2° in Serie B girone A, 6° alle final eight |
| Rotellistica 93  | Novara               | Palasport Dal Lago             | 9° in Serie B girone A                      |
| Seregno 2012     | Seregno (MB)         | PalaPorada                     | n.d.                                        |
| UVP Modena       | Mirandola (MO)       | Palazzetto dello sport         | 4° in Serie B girone A                      |

#### Classifica finale
|  | Pos. | Squadra          | Pt | G  | V  | N | P  | GF  | GS  | DR   |
|  | ---- | ---------------- | -- | -- | -- | - | -- | --- | --- | ---- |
|  | 1.   | HRC Monza        | 45 | 18 | 14 | 3 | 1  | 155 | 75  | +80  |
|  | 2.   | UVP Modena       | 44 | 18 | 13 | 5 | 0  | 117 | 33  | +84  |
|  | 3.   | Roller Lodi      | 43 | 18 | 13 | 4 | 1  | 127 | 47  | +80  |
|  | 4.   | La Mela          | 35 | 18 | 11 | 2 | 5  | 161 | 85  | +76  |
|  | 5.   | Seregno 2012     | 28 | 18 | 8  | 4 | 6  | 77  | 78  | -1   |
|  | 6.   | Amatori Lodi (B) | 26 | 18 | 8  | 2 | 8  | 101 | 102 | -1   |
|  | 7.   | Correggio (B)    | 17 | 18 | 5  | 2 | 11 | 90  | 108 | -18  |
|  | 8.   | Agrate Brianza   | 15 | 18 | 5  | 0 | 13 | 88  | 128 | -40  |
|  | 9.   | Rotellistica 93  | 3  | 17 | 1  | 0 | 16 | 38  | 124 | -86  |
|  | 10.  | Pesaro           | 0  | 17 | 0  | 0 | 17 | 36  | 225 | -189 |

Legenda:
  Qualificato alle final eight.
Note:
Tre punti a vittoria, uno per il pareggio, zero a sconfitta.

### Girone C

#### Squadre partecipanti
| Club                | Città                | Impianto              | Stagione precedente                         |
| ------------------- | -------------------- | --------------------- | ------------------------------------------- |
| ASH Viareggio (B)   | Viareggio (LU)       | PalaBarsacchi         | 9º in Serie B girone B                      |
| CGC Viareggio (B)   | Viareggio (LU)       | PalaBarsacchi         | 3º in Serie B girone B                      |
| Follonica (B)       | Follonica (GR)       | Pista Armeni          | 2º in Serie B girone B                      |
| Forte dei Marmi (B) | Forte dei Marmi (LU) | PalaForte             | 4º in Serie B girone B, 2° alle final eight |
| Prato 1954 (B)      | Prato                | PalaConsiag           | 6º in Serie B girone B                      |
| Sarzana (B)         | Sarzana (SP)         | Pista Vecchio Mercato | 7º in Serie B girone B                      |
| Siena               | Siena                | Palasport Costone     | 5º in Serie B girone B                      |
| SPV Viareggio       | Viareggio (LU)       | PalaBarsacchi         | 8º in Serie B girone B                      |

#### Classifica finale
|  | Pos. | Squadra             | Pt | G  | V  | N | P  | GF  | GS  | DR  |
|  | ---- | ------------------- | -- | -- | -- | - | -- | --- | --- | --- |
|  | 1.   | Follonica (B)       | 37 | 14 | 12 | 1 | 1  | 126 | 47  | +79 |
|  | 2.   | Forte dei Marmi (B) | 34 | 14 | 11 | 1 | 2  | 112 | 45  | +67 |
|  | 3.   | CGC Viareggio (B)   | 30 | 14 | 10 | 0 | 4  | 95  | 56  | +39 |
|  | 4.   | Sarzana (B)         | 27 | 14 | 9  | 0 | 5  | 83  | 68  | +15 |
|  | 5.   | ASH Viareggio (B)   | 16 | 14 | 5  | 1 | 8  | 60  | 79  | -19 |
|  | 6.   | Prato 1954 (B)      | 10 | 14 | 3  | 1 | 10 | 47  | 88  | -41 |
|  | 7.   | Siena               | 8  | 14 | 2  | 2 | 10 | 50  | 102 | -52 |
|  | 8.   | SPV Viareggio       | 3  | 14 | 1  | 0 | 13 | 57  | 145 | -88 |

Legenda:
  Qualificato alle final eight.
Note:
Tre punti a vittoria, uno per il pareggio, zero a sconfitta.
Il Follonica B rinuncia a partecipare alle Final Eight.
Il CGC Viareggio B rinuncia a partecipare alle Final Eight.
Il Sarzana B rinuncia a partecipare alle Final Eight.
L'ASH Viareggio B rinuncia a partecipare alle Final Eight.
Il Prato 1954 B rinuncia a partecipare alle Final Eight.

### Girone D

#### Squadre partecipanti
| Club               | Città           | Impianto       | Stagione precedente                         |
| ------------------ | --------------- | -------------- | ------------------------------------------- |
| AFP Giovinazzo (B) | Giovinazzo (BA) | PalaPansini    | 2º in Serie B girone C                      |
| Matera (B)         | Matera          | Sportintenda   | 4º in Serie B girone C                      |
| Molfetta 2012      | Molfetta (BA)   | PalaFiorentini | 12° in Serie A2, retrocesso                 |
| Roller Salerno     | Salerno         | PalaTulimieri  | 1º in Serie B girone C, 3° alle final eight |

#### Classifica finale
|  | Pos. | Squadra            | Pt | G  | V  | N | P | GF | GS | DR  |
|  | ---- | ------------------ | -- | -- | -- | - | - | -- | -- | --- |
|  | 1.   | Molfetta 2012      | 31 | 12 | 10 | 1 | 1 | 75 | 36 | +39 |
|  | 2.   | Roller Salerno     | 16 | 12 | 5  | 1 | 6 | 62 | 72 | -10 |
|  | 3.   | Matera (B)         | 16 | 12 | 5  | 1 | 6 | 51 | 56 | -5  |
|  | 4.   | AFP Giovinazzo (B) | 7  | 12 | 2  | 1 | 9 | 56 | 80 | -24 |

Legenda:
  Qualificato alle final eight.
Note:
Tre punti a vittoria, uno per il pareggio, zero a sconfitta.

## Final Eight
Le Final Eight della serie B 2013-2014 si sono disputate presso il PalaMarrone a Pordenone dal 25 al 27 aprile 2014.

### Girone A
|                | 1ª giornata                  |       |
| -------------- | ---------------------------- | ----- |
| 25 aprile 2014 | Real Breganze – UVP Modena   | 2 – 3 |
| 25 aprile 2014 | Molfetta – Forte dei Marmi B | 6 – 2 |

|                | 2ª giornata                    |       |
| -------------- | ------------------------------ | ----- |
| 26 aprile 2014 | UVP Modena - Forte dei Marmi B | 6 – 1 |
| 26 aprile 2014 | Real Breganze - Molfetta       | 2 – 2 |

|                | 3ª giornata                       |       |
| -------------- | --------------------------------- | ----- |
| 26 aprile 2014 | Real Breganze - Forte dei Marmi B | 8 – 5 |
| 26 aprile 2014 | Molfetta - UVP Modena             | 2 – 4 |

|  | Pos. | Squadra             | Pt | G | V | N | P | GF | GS | DR  |
|  | ---- | ------------------- | -- | - | - | - | - | -- | -- | --- |
|  | 1.   | UVP Modena          | 9  | 3 | 3 | 0 | 0 | 13 | 5  | +8  |
|  | 2.   | Molfetta 2012       | 4  | 3 | 1 | 1 | 1 | 10 | 8  | +2  |
|  | 3.   | Real Breganze       | 4  | 3 | 1 | 1 | 1 | 12 | 10 | +2  |
|  | 4.   | Forte dei Marmi (B) | 0  | 3 | 0 | 0 | 3 | 8  | 20 | -12 |

Legenda:
      Promosso in Serie A2 2014-2015.
Note:
Tre punti a vittoria, uno per il pareggio, zero a sconfitta.

### Girone B
|                | 1ª giornata           |        |
| -------------- | --------------------- | ------ |
| 25 aprile 2014 | HRC Monza – Pordenone | 4 – 5  |
| 25 aprile 2014 | Siena – Bassano B     | 1 – 11 |

|                | 2ª giornata           |       |
| -------------- | --------------------- | ----- |
| 26 aprile 2014 | HRC Monza - Siena     | 6 – 3 |
| 26 aprile 2014 | Bassano B - Pordenone | 3 – 4 |

|                | 3ª giornata           |       |
| -------------- | --------------------- | ----- |
| 26 aprile 2014 | Bassano B - HRC Monza | 3 – 3 |
| 26 aprile 2014 | Siena - Pordenone     | 1 – 5 |

|  | Pos. | Squadra     | Pt | G | V | N | P | GF | GS | DR  |
|  | ---- | ----------- | -- | - | - | - | - | -- | -- | --- |
|  | 1.   | Pordenone   | 9  | 3 | 3 | 0 | 0 | 14 | 8  | +6  |
|  | 2.   | Bassano (B) | 4  | 3 | 1 | 1 | 1 | 17 | 8  | +9  |
|  | 3.   | HRC Monza   | 4  | 3 | 1 | 1 | 1 | 13 | 11 | +2  |
|  | 4.   | Siena       | 0  | 3 | 0 | 0 | 3 | 5  | 22 | -17 |

Legenda:
Note:
Tre punti a vittoria, uno per il pareggio, zero a sconfitta.

### Finale 7º-8º posto
| Pordenone 27 aprile 2014, ore 11:30 CEST | Forte dei Marmi | 9 – 3 | Siena | PalaMarrone |

### Finale 5º-6º posto
| Pordenone 27 aprile 2014, ore 13:00 CEST | Real Breganze | 9 – 8 | HRC Monza | PalaMarrone |

### Finale 3º-4º posto
| Pordenone 27 aprile 2014, ore 14:30 CEST | Molfetta 2012 | 3 – 1 | Bassano | PalaMarrone |

### Finale 1º-2º posto
| Pordenone 27 aprile 2014, ore 16:00 CEST | UVP Modena | 3 – 2 | Pordenone | PalaMarrone |

## Verdetti
| Verdetto             | Club       |
| -------------------- | ---------- |
| Promosse in Serie A2 | UVP Modena |